# Ургунт
Ургунт (дари اورگونت) — кишлак на северо-востоке Афганистана, в вилаяте (провинции) Бадахшан. Входит в состав района Вахан.

## Географическое положение
Ургунт расположен на северо-востоке Бадахшана, в высокогорной местности, на левом берегу реки Пяндж, вблизи государственной границы с Таджикистаном, на расстоянии приблизительно 133 километров к востоку-юго-востоку (ESE) от города Файзабада, административного центра вилаята. Абсолютная высота —2714 метров над уровнем моря. Ближайшие населённые пункты — кишлак Кашкандио (выше по течению Пянджа), кишлак Ургунти-Поён (ниже по течению Пянджа).

## Население
В национальном составе преобладают ваханцы.